# Женщины в Шри-Ланке

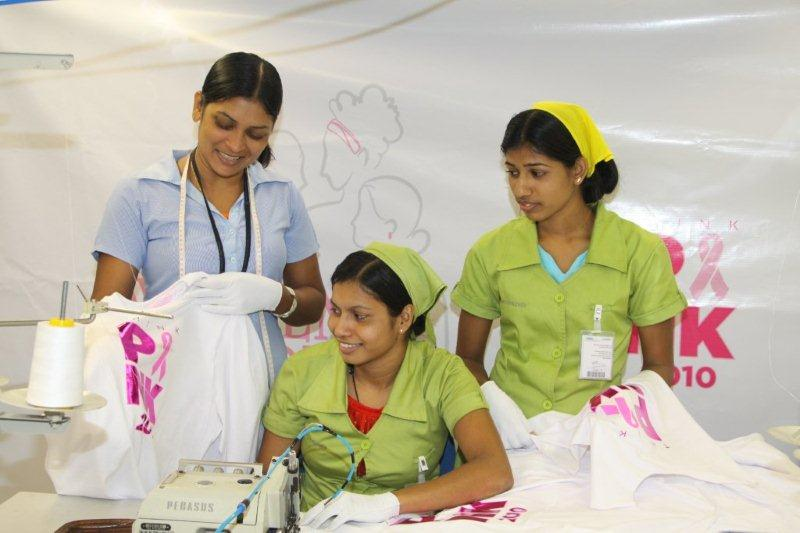
Три работницы швейной фабрики

Женщины в Шри-Ланке по данным переписи Шри-Ланки 2012 года составляют до 52,09 % населения. Они внесли большой вклад в развитие страны во многих областях. Право голоса женщины получили в 1931 году. Хотя Шри-Ланка добилась огромных успехов в достижении большего гендерного равенства, женщины по-прежнему имеют более низкий статус по сравнению с мужчинами.
В 2017 году исследовательская группа New World Wealthy назвала Шри-Ланку 11-й самой безопасной для женщин страной в мире.

## История
| Год  | Мужчины (млн) | Женщины (млн) | Всего (млн) |
| ---- | ------------- | ------------- | ----------- |
| 1960 | 5,18          | 4,69          | 9,87        |
| 1970 | 6,44          | 6,05          | 12,49       |
| 1980 | 7,68          | 7,36          | 15,04       |
| 1990 | 8,76          | 8,57          | 17,33       |
| 2000 | 9.38          | 9,40          | 18,78       |
| 2010 | 9,87          | 10,39         | 20,26       |
| 2020 | 10,50         | 11,42         | 21,92       |

Более двух тысячелетий назад сингальские женщины, в основном королевского и дворянского ранга, пользовались определёнными индивидуальными свободами и социальными возможностями, приближающимися к равенству с мужчинами. Сингальские женщины вместе с мужчинами участвовали во многих общественных делах, пользовались независимым статусом женщины и матери, играли роль в частной и общественной жизни, могли свободно выбирать свой образ жизни. После прихода к буддизму следующим прогрессивным шагом стал отказ от мирской жизни и стремление к посвящению. Заметные успехи, достигнутые женщинами маленького острова в социальном, культурном и политическом плане примерно с 300 года до н. э. можно в первую очередь объяснить гуманистическими буддийскими принципами и буддийским этосом. Исторические данные свидетельствуют о том, что в прошлом островом правили шесть королев, среди них королева Анула (47 г. до н. э. — 42 г. до н. э.), Кусумасана Деви (1581 г.), королева Лилавати (1197—1212).
Роль женщин в обществе Шри-Ланки — это тема, которая обсуждается на протяжении нескольких столетий. В британский колониальный период значительная часть националистической антиколониальной агитации была сосредоточена на роли и статусе цейлонских женщин как внутри, так и за пределами дома. В переходные годы после колониального правления власти Шри-Ланки ввели пакет социальной политики, включающий бесплатные услуги здравоохранения и образования, а также субсидированное питание, что резко улучшило качество жизни женщин. По сравнению с остальными странами Южной Азии женщины Шри-Ланки обеспечены, имеют высокую продолжительность жизни (80 лет), почти всеобщую грамотность и доступ к экономическим возможностям, которые почти не имеют себе равных в остальной части субконтинента.

## Экономическое развитие
Вероятность трудоустройства мужчин в Шри-Ланке в два раза выше, чем женщин. Уровень участия женщин в рабочей силе в стране ниже, чем у её соседей по региону, таких как Непал, Китай и Бангладеш. Фактически, Шри-Ланка занимает 20-е место в мире по величине гендерного разрыва в уровне участия в рабочей силе. Согласно исследованию, Шри-Ланка может добавить 14 % (20 миллиардов долларов США) к своему годовому ВВП к 2025 году за счёт увеличения участия женщин в рабочей силе и количества оплачиваемых часов работы женщин, а также за счёт привлечения женщин в сектора с более высокой производительностью. После Индии это самый большой относительный прирост, прогнозируемый для Азиатско-Тихоокеанского региона. В 2017 году из 8,5 миллионов женщин в возрасте 15 лет и старше только 3,1 миллиона женщин входили в состав рабочей силы (работали или искали работу), только 2,9 миллиона были трудоустроены, и около 1,5 миллиона из них работали в неформальном секторе.

## Женское движение
Женское движение было организовано на Шри-Ланке в 1904 году в рамках Цейлонского женского союза, а с 1925 года Маллика Кулангана Самития, а затем Women’s Franchise Union успешно боролись за введение избирательного права для женщин — эта цель была достигнута в 1931 году.

## Изнасилование и сексуализированное насилие

### Домашнее насилие
По данным правительственного исследования, две из пяти женщин в Шри-Ланке в течение своей жизни сталкивались с насилием со стороны партнера. Психологическое насилие со стороны партнера, заключающееся в эмоциональном насилии или контроле над поведением женщины, зафиксировано в 27,9 % семей, что является самым высоким показателем среди всех форм насилия за последнее десятилетие. Согласно отчёту, физическое насилие, которое в основном осуществляли пьяные партнёры, преобладало в основном в усадебных районах. Согласно отчёту, дети наиболее пострадавших от насилия матерей страдали от кошмаров, а 4,5 % бросили школу. Женщины в возрасте от 15 до 34 лет были более уязвимы ко всем формам насилия. С 2012 по 2020 год в стране зарегистрирован 5891 случай жестокого обращения с детьми. По данным ООН, 90 % женщин Шри-Ланки подвергались сексуальным домогательствам в общественном транспорте.

### Изнасилование
Возраст согласия в Шри-Ланке — 16 лет, дети младше не считаются способными дать согласие, таким образом, лицо, вступающее в сексуальные отношения с лицом в возрасте младше 16 лет признаётся совершившим предусмотренное законом изнасилование. Согласно отчёту о работе полиции Шри-Ланки, количество установленных законом случаев изнасилования «с согласия женщины» в 2021 году увеличилось по сравнению с 2020 годом. В 2020 году было зарегистрировано 1016 случаев, а в 2021 году число зарегистрированных инцидентов увеличилось до 1377.
| Год  | Изнасилования | Домогательство | Жестокое обращение с ребёнком |
| ---- | ------------- | -------------- | ----------------------------- |
| 2012 | 1728          | 674            | 863                           |
| 2013 | 1637          | 692            | 735                           |
| 2014 | 1565          | 624            | 772                           |
| 2015 | 1557          | 661            | 830                           |
| 2016 | 1565          | 562            | 800                           |
| 2017 | 1304          | 508            | 661                           |
| 2018 | 1284          | 520            | 755                           |
| 2019 | 1280          | 544            | 601                           |
| 2020 | 1016          |                |                               |
| 2021 | 1377          |                |                               |

### Детские браки
Шри-Ланка и Непал — единственные страны в Южной Азии, которые в соответствии с мировыми стандартами установили минимальный возраст вступления в брак на уровне 18 лет как для мужчин, так и для женщин. Детские браки на Шри-Ланке редки и составляют 2 %. Эти 2 % являются результатом затянувшейся гражданской войны и недостаточной силы законов.